# 古今說海
《古今说海》是明代陸楫、黃標编纂的文言笔记小说丛书，共142卷。
陸楫是禮部侍郎陸深之子，以父廕由廩生入太學，嘉靖二十三年（1544年）輯有《古今說海》，所收为“古今野史、外记、说、语、艺书、怪录、虞初神官之流”，是书保存了许多稀见的说部资料。為了编纂《古今說海》大部頭叢書，陸楫及黃標、姜南、顾定芳、瞿學召、唐努、顾名世等十三人參與編輯、校書工作。其中黄标为陆深之外甥，藏书甚富，其出藏书三十卷以助编选。《古今說海》編纂期間，陸深臂痛多疾，加上陸楫體弱多病，不勝繁劇，故《古今說海》編校工作，大都由黃標執行。《古今說海》内容大量取材自《太平廣記》和《說郛》，起自唐代，终于明代正德、嘉靖之际，共辑录笔记小说一百三十五种，分“四部七家”，计有：说选部，包括小说家和偏记家；说渊部，别传家；说略部，杂记家；说纂部，包括逸事家、散录家和杂纂家。其下依類相從，分成小錄、偏記、別傳、雜記、逸事、散錄和雜纂七家。
《古今說海》存在誤題、妄改和不著撰人問題，而且篇目重複。“說淵部”收錄六十四部小說，與今本《太平廣記》篇目重複者有《靈應傳》、《洛神傳》、《吳保安傳》、《崑崙奴傳》、《鄭德璘傳》、《李章武傳》、《韋自東傳》、《趙合傳》、《杜子春傳》等五十部。陳大康認為《古今說海》開啟後世小說匯編“妄造書名而且亂題撰人的風氣”。篇目重複現象還發生在“說畧部”與“說纂部”，例如《默記》第十一則與《行營雜錄》第三十三則皆載歐陽脩及其侄女事。又，《聞見雜錄》第十五則與《山房隨筆》第二十則均載揚州瓊花無雙事。嘉靖二十三年（1544年），雲間陸氏儼山書院家刻刊行的《古今說海》為最早刊本。清初纂修《四庫全書》時，因政治因素刪去《遼志》、《金志》和《蒙韃備錄》三書，只保留139卷。清道光元年（1821年）苕溪酉山堂主人邵松巖重刻。民國四年（1915年）上海進步書局據道光本重排石印刊行142卷。